# Ergnies
Ergnies és un municipi francès situat al departament del Somme i a la regió dels Alts de França. L'any 2007 tenia 193 habitants.

## Demografia

### Població
El 2007 la població de fet d'Ergnies era de 193 persones. Hi havia 58 famílies de les quals 8 eren unipersonals (8 homes vivint sols), 19 parelles sense fills i 31 parelles amb fills.
La població ha evolucionat segons el següent gràfic:
Habitants censats

### Habitatges
El 2007 hi havia 65 habitatges, 60 eren l'habitatge principal de la família, 3 eren segones residències i 2 estaven desocupats. 61 eren cases i 4 eren apartaments. Dels 60 habitatges principals, 46 estaven ocupats pels seus propietaris, 14 estaven llogats i ocupats pels llogaters i 1 estava cedit a títol gratuït; 2 tenien una cambra, 2 en tenien dues, 6 en tenien tres, 13 en tenien quatre i 38 en tenien cinc o més. 56 habitatges disposaven pel capbaix d'una plaça de pàrquing. A 14 habitatges hi havia un automòbil i a 44 n'hi havia dos o més.

### Piràmide de població
La piràmide de població per edats i sexe el 2009 era:
| Homes | Edats   | Dones |
| ----- | ------- | ----- |
| 0     | 95 o +  | 0     |
| 0     | 90 a 94 | 0     |
| 4     | 85 a 89 | 0     |
| 0     | 80 a 84 | 8     |
| 0     | 75 a 79 | 0     |
| 4     | 70 a 74 | 0     |
| 4     | 65 a 69 | 0     |
| 0     | 60 a 64 | 12    |
| 4     | 55 a 59 | 4     |
| 12    | 50 a 54 | 0     |
| 0     | 45 a 49 | 8     |
| 8     | 40 a 44 | 4     |
| 0     | 35 a 39 | 4     |
| 8     | 30 a 34 | 8     |
| 8     | 25 a 29 | 8     |
| 4     | 20 a 24 | 0     |
| 12    | 15 a 19 | 4     |
| 8     | 10 a 14 | 0     |
| 4     | 5 a 9   | 12    |
| 0     | 0 a 4   | 12    |

## Economia

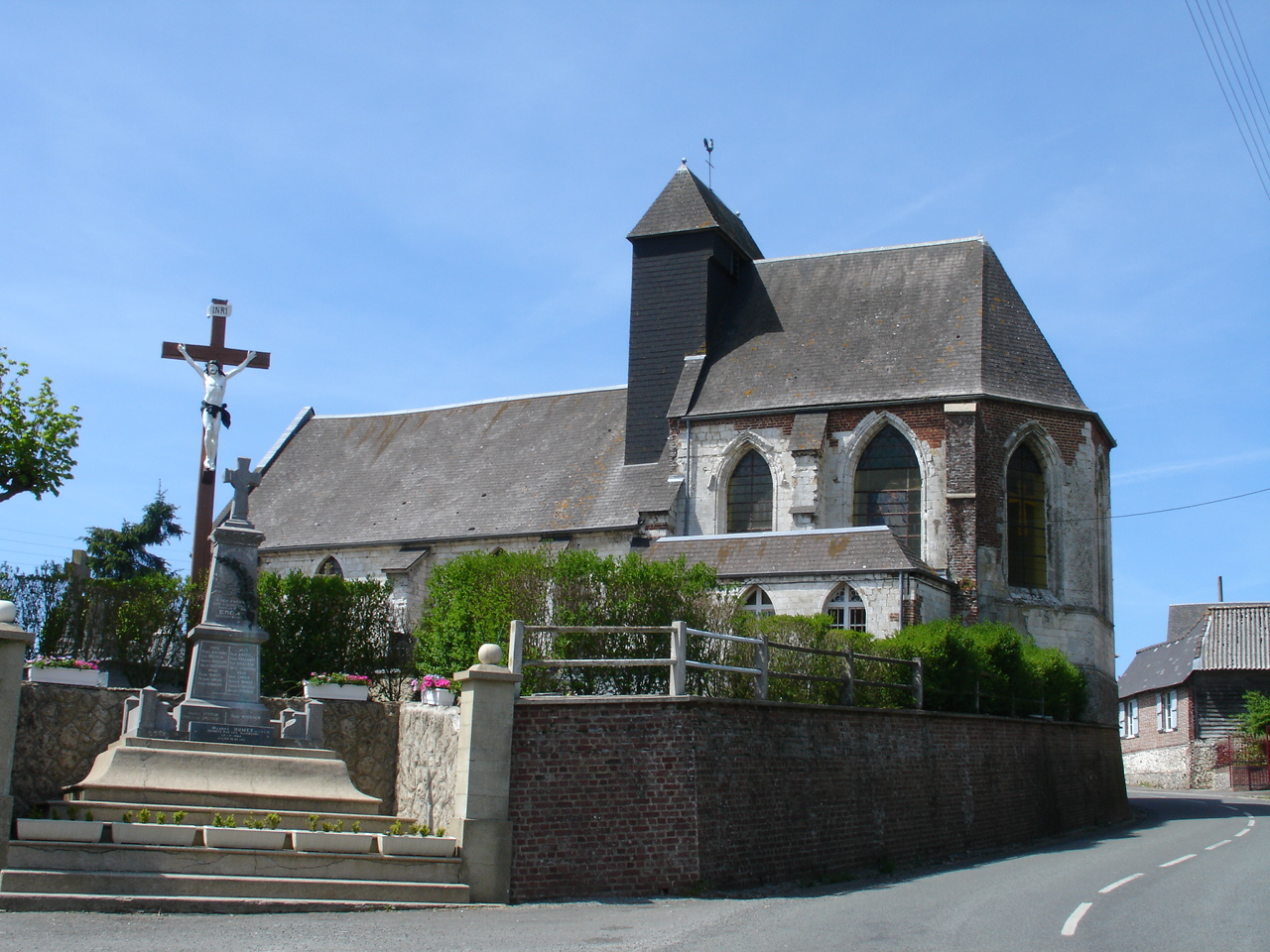
església

El 2007 la població en edat de treballar era de 129 persones, 87 eren actives i 42 eren inactives. De les 87 persones actives 84 estaven ocupades (49 homes i 35 dones) i 3 estaven aturades (1 home i 2 dones). De les 42 persones inactives 10 estaven jubilades, 15 estaven estudiant i 17 estaven classificades com a «altres inactius».

### Ingressos
El 2009 a Ergnies hi havia 61 unitats fiscals que integraven 183 persones, la mediana anual d'ingressos fiscals per persona era de 17.672 €.

### Activitats econòmiques

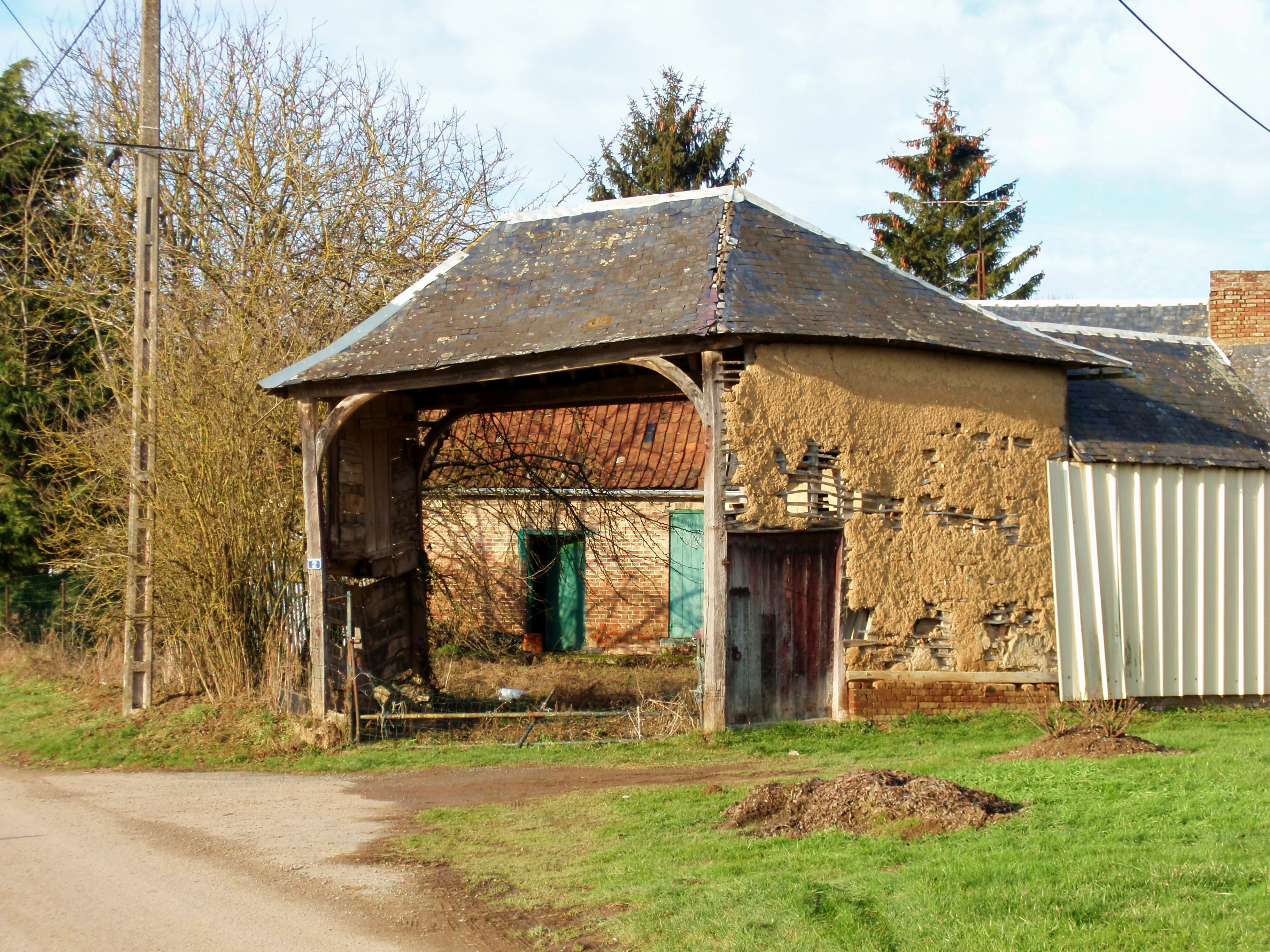

Dels 3 establiments que hi havia el 2007, 2 eren d'empreses de construcció i 1 d'una empresa de comerç i reparació d'automòbils.
Els 2 serveis als particulars que hi havia el 2009 eren fusteries.
L'any 2000 a Ergnies hi havia 4 explotacions agrícoles que ocupaven un total de 304 hectàrees.

## Poblacions més properes
El següent diagrama mostra les poblacions més properes.